# RI Okna Berani Zlín
RI Okna Berani Zlín je český klub ledního hokeje, který sídlí ve Zlíně ve stejnojmenném kraji. Založen byl dělníky Baťových továren v roce 1928 pod názvem SK Baťa Zlín. Současný název je už 18. názvem klubu v jeho historii. Od sezóny 1993/94 do roku 2022 působil v Extralize, české nejvyšší soutěži ledního hokeje, ze které po posledním prohraném zápase dne 27.2.2022 sestoupil. Klubové barvy jsou žlutá a modrá.
Vítězství v extralize dosáhl Zlín v sezoně 2003/04 a 2013/14. Při prvním triumfu byl po základní části sice druhý, ale v play off se probojoval až do finále, kde porazil Slavii v poměru 4:1 na zápasy. Další úspěchy klubu přišly v ročnících extraligy 2004/05 a 2012/13. V obou zmíněných sezonách dokázali zlínští vyhrát základní část a nakonec dokráčet ke stříbrným medailím. V ročníku 2013/14 dokázal Zlín ve finále porazit tým HC Kometa Brno a po deseti letech tak oslavil svůj druhý extraligový titul. V samostatné české soutěži si tak Zlín připsal dva tituly (2003/04 a 2013/14) a čtyřikrát se stal vicemistrem české hokejové extraligy.
Nejlepšího umístění v československé lize dosáhl tehdejší Gottwaldov v sezoně 1984/85, kdy skončil na třetím místě. Zlínský klub byl také vítězem hokejového turnaje Rona Cup v letech 2005, 2011 a 2015.
Domácí zápasy odehrává hokejový klub RI Okna Berani Zlín ve Trinity Bank Aréně Luďka Čajky.
Klub posledním prohraným zápasem dne 27.2.2022 ztratil šanci na záchranu v Extralize a po 42 letech sestoupil z nejvyšší hokejové soutěže.
Berani Zlín v sezóně 2022/23 vyhráli 1. českou hokejovou ligu, ale přes baráž se nedostali do české nejvyšší soutěže.

## Historie zlínského hokeje

### 50. léta 20. století
- 1957 - vybudování umělé ledové plochy, klub hraje oblastní soutěž
- 1959 - vítězství ve východní skupině II.ligy, postup do nejvyšší soutěže

### 60. léta 20. století
- 1960 - po prvním roce působení v I.lize klub „ševců“ končí poslední s 5 výhrami, 4 remízami, 23 prohrami, 14 body a se skórem 78:181. Autorem vůbec prvního gólu Zlína v lize byl Jaroslav Bořuta. Jeho druhý ligový gól zajistil první vítězství Zlína v lize.
- 1962 - zlínský zimní stadion je zastřešen (11. hala v republice)
- 1963 - trenéra Koberu nahradí v průběhu ligy sedmadvacetiletý hráč Jiří Matějů, rodák z Prahy-Smíchova, ten je tak prvním nezlínským hráčem a trenérem v Gottwaldově
- 1964 - gottwaldovský hráč Jaromír Přecechtěl jako první brankář v Československu vstřelil gól; stalo se tak při penaltě v zápase s Kladnem
- 1967 - první mezistátní zápas na Valašsku: přátelské utkání ČSSR-Japonsko 13:1 (4:0,4:1,5:0)
- 1967 - na dlouhých 17 let získá tým své nejlepší ligové umístění - 6. místo
- 1968 - juniorský tým dosáhl na první titul mistra republiky

### 70. léta 20. století
Gottwaldovský tým se v období sedmdesátých let pohybuje na pomezí I.ligy a II.ligy. V důsledku změny koncepce hokejových soutěží v ČSSR se II.liga nyní nehraje ve dvou oddělených skupinách, ale v jediné, republikové a dva nejlepší týmy se utkávají o postup do I.ligy. Mezi klíčové hráče v tomto období patří Horst Valášek, Ladislav Maršík a Jiří Králík.
- 1974 - v boji o postup do nejvyšší soutěže gottwaldovští hokejisté vítězí nad Liptovským Mikulášem 4:1 na zápasy
- 1976 - v Praze se hraje rozhodující 7.zápas ze série o postup do I.ligy: Gottwaldov-Zvolen 4:2
- 1976 - dorostenecký tým vyhrává podruhé v klubové historii republikovou soutěž
- 1978 - v kvalifikačních zápasech Gottwaldov poráží Zvolen 4:2
- 1980 - Gottwaldov se utkává s outsiderem ze slovenské Dubnice; po prvním zápase (2:3) v ulicích města propuknou rvačky na ostří nože; nakonec Gottwaldov vítězí dvakrát na soupeřově ledě a postupuje opět do I.ligy

### 80. léta 20. století
V tomto období Gottwaldov hraje již stabilně nejvyšší soutěž. Oporou týmu je i několik reprezentačních hráčů - Jiří Králík, Antonín Stavjaňa, Luděk Čajka, Tomáš Kapusta, Zdeněk Venera a Rostislav Vlach.
- 1981 - v zápase TJ Gottwaldov-Tesla Pardubice (1:5) si Dominik Hašek odbývá svou prvoligovou premiéru
- 1983 - tým se na poslední chvíli zachraňuje v soutěži a mezi celky I.ligy končí předposlední
- 1984 - hokejisté Gottwaldova dosahují nejlepšího umístění v dosavadní historii - 3. místo

### 90. léta 20. století
- 1990 - v pátek 5. ledna se v zápase před televizními kamerami Košice-Zlín smrtelně zranil zlínský obránce Luděk Čajka; na počest tohoto reprezentačního hráče nese od tohoto roku zlínský zimní stadion jeho jméno
- 1994 - postup do finále soutěže; ve valašském derby se Vsetínem, Zlín prohrává 3:1 na zápasy na jeho vlastním ledě 3:6 a valašské derby se zdálo záležitostí Zlínského kádru; v dresu rivala, kterého trénoval bývalý zlínský matador Valášek, hráli mezi jinými bývalí zlínští hráči Čechmánek, Pešat, Antonín Stavjaňa, Tomek, Vlach a Beránek
- 1994 - na Zlínském ledě se od 1. do 4. září hrál mezinárodní turnaj reprezentačních výběrů Pragobanka Cup, prvního ročníku se účastnily týmy České republiky, Ruska, Slovenska a Švédska; turnaj se ve Zlíně konal v následujících letech pravidelně
- 1995 - zlínští dorostenci získávají třetí titul Mistra republiky
- 1998/1999 - Vsetín porazil ve finále Zlín a to 3:0 na zápasy (3:1, 4:3, 4:2) Necelou polovinu vsetínského kádru tvořili bývalí zlínští hráči.
- 1999/2000 - Berani navázali na úspěšnou předchozí sezonu a po skončení základní části jim patřila druhá příčka; avšak v play-off vypadli již v prvním kole s Litvínovem

### 21. století
- 2001/2002 - Zlín končí v semifinále playoff a získává tak druhou bronzovou medaili.
- 2002/2003 - novým generálním sponzorem je firma Hamé, mění se název klubu a medvěd střídá berana ve znaku, díky iniciativě fanoušků však zůstávají zachovány tradiční zlínské barvy.
- 2003/2004 - Zlín se po 5 letech opět dostává do finále extraligy - v sérií se Slavii vítězí 4:1 na zápasy, poprvé v historii získává pohár pro Mistra republiky.
- 2004/2005 - základní část Ševci vítězí o dva body před pražskou Spartou, ale ve finále playoff je poráží Pardubice 4:0 na zápasy.
- 2005 - v prvním ročníku mezinárodního klubového turnaje Super six se hráči HC Hamé Zlín umístili společně se švédským HV71 Jönköping na třetím místě.
- 2007/2008 - generálním partnerem týmu se stává bzenecká firma RI OKNA, která opět vrací tradičního maskota - Berana. Na konci neúspěšné sezony ukončil hráčskou kariéru Miroslav Okál - dlouholetý kapitán a ikona zlínského klubu.
- 2008/2009 - Zlín uzavřel smlouvu s druholigovým Vsetínem, který se stal farmou zlínského klubu.
- 2010 - Legendární zápas 46. kola Zlín-Sparta 4:1, kdy bylo rozdáno v jednom zápase celkem 439 trestných minut, jedná se o rekord extraligy.
- 2012/2013 - základní část ševci vítězí na vzájemné zápasy nad pražskou Slavií a v play-off nestačí jen na Plzeň, se kterou prohrává v rozhodujícím sedmém finálovém zápase. V druhém prodloužení vstřelil vítěznou branku kapitán Plzně, Martin Straka.
- 2013/2014 - spanilou jízdou Zlínu v play-off mohl zkomplikovat v semifinále Třinec, který vedl v sérii 2:0, ševci ale poté vyhráli čtyři utkání v řadě a i díky famóznímu výkonu brankáře Libora Kašíka mohli slavit zisk dalšího titulu po finálové výhře 4-1 na zápasy nad týmem HC Kometa Brno.
- 2014/2015 - PSG Zlín se zúčastnil CHL, kde skončil na druhém místě v základní skupině se ziskem 10 bodů. Do vyřazovacích bojů nepostoupil.
- 2021/2022 - PSG Zlín po neúspěšné sezoně, ve které tým získal pouhých 44 bodů, sestupuje po 42 letech do 2. české nejvyšší ligy –⁠  Chance ligy.
- 2022/2023 - PSG Berani Zlín zvítězil ve finálové sérii CHANCE ligy s VHK Vsetín 4:2. Následující baráž o extraligu prohrávají 0:4 na zápasy s Kladnem.

## Historické názvy
Zdroj: 
- 1929 – SK Baťa Zlín (Sportovní klub Baťa Zlín)
- 1945 – ZK Baťa Zlín (Závodní klub Baťa Zlín)
- 1948 – Sokol Botostroj Zlín
- 1949 – Sokol Svit Gottwaldov
- 1953 – DSO Jiskra Gottwaldov (Dobrovolná sportovní organizace Jiskra Gottwaldov)
- 1956 – TJ Spartak ZPS Gottwaldov (Tělovýchovná jednota Spartak Závody přesného strojírenství Gottwaldov)
- 1958 – TJ Gottwaldov (Tělovýchovná jednota Gottwaldov)
- 1989 – TJ Zlín (Tělovýchovná jednota Zlín)
- 1990 – SK Zlín (Sportovní klub Zlín)
- 1990 – AC ZPS Zlín (Associated Club Závody přesného strojírenství Zlín)
- 1997 – HC ZPS-Barum Zlín (Hockey Club Závody přesného strojírenství-Barum Zlín)
- 1999 – HC Barum Continental (Hockey Club Barum Continental)
- 2001 – HC Continental Zlín (Hockey Club Continental Zlín)
- 2002 – HC Hamé (Hockey Club Hamé)
- 2007 – RI Okna Zlín
- 2009 – PSG Zlín
- 2017 – Aukro Berani Zlín
- 2018 – PSG Berani Zlín[5]
- 2023 – Berani Zlín[6]
- 2024 – RI Okna Berani Zlín[7]

## Přehled ligové účasti
Stručný přehled
Zdroj: 
- 1950–1951: Oblastní soutěž – sk. F (2. ligová úroveň v Československu)
- 1957–1958: Přebor Gottwaldovského kraje (4. ligová úroveň v Československu)
- 1958–1959: Oblastní soutěž – sk. F (3. ligová úroveň v Československu)
- 1959–1960: 2. liga – sk. B (2. ligová úroveň v Československu)
- 1960–1961: 1. liga (1. ligová úroveň v Československu)
- 1961–1963: 2. liga – sk. B (2. ligová úroveň v Československu)
- 1963–1970: 1. liga (1. ligová úroveň v Československu)
- 1970–1971: 1. ČNHL – sk. B (2. ligová úroveň v Československu)
- 1971–1972: 1. liga (1. ligová úroveň v Československu)
- 1972–1973: 1. ČNHL – sk. B (2. ligová úroveň v Československu)
- 1973–1974: 1. ČNHL (2. ligová úroveň v Československu)
- 1974–1975: 1. liga (1. ligová úroveň v Československu)
- 1975–1976: 1. ČNHL (2. ligová úroveň v Československu)
- 1976–1977: 1. liga (1. ligová úroveň v Československu)
- 1977–1978: 1. ČNHL (2. ligová úroveň v Československu)
- 1978–1979: 1. liga (1. ligová úroveň v Československu)
- 1979–1980: 1. ČNHL – sk. B (2. ligová úroveň v Československu)
- 1980–1991: 1. liga (1. ligová úroveň v Československu)
- 1991–1992: 1. liga – sk. Východ (1. ligová úroveň v Československu)
- 1992–1993: 1. liga (1. ligová úroveň v Československu)
- 1993–2022: Extraliga (1. ligová úroveň v České republice)
- 2022- :1. liga (2. ligová úroveň v České republice)

Jednotlivé ročníky
Zdroj: 
Legenda: ZČ - základní část, červené podbarvení - sestup, zelené podbarvení - postup, fialové podbarvení - reorganizace, změna skupiny či soutěže
| Československo (1950 – 1993) |                              |           |           |                                                              |              |
| Sezóny                       | Soutěž                       | Úroveň    | ZČ        | Play-off, nadstavba, sk. o udržení...                        | Poznámky     |
| 1950/51                      | Oblastní soutěž – sk. F      | 2. úroveň | 8. místo  |                                                              | Reorganizace |
| ...                          |                              |           |           |                                                              |              |
| 1957/58                      | Přebor Gottwaldovského kraje | 4. úroveň | 1. místo  |                                                              | Postup       |
| 1958/59                      | Oblastní soutěž – sk. F      | 3. úroveň | 1. místo  |                                                              | Postup       |
| 1959/60                      | 2. liga – sk. B              | 2. úroveň | 1. místo  |                                                              | Postup       |
| 1960/61                      | 1. liga                      | 1. úroveň | 12. místo |                                                              | sk. o udr.   |
| 1961/62                      | 2. liga – sk. B              | 2. úroveň | 4. místo  |                                                              |              |
| 1962/63                      | 2. liga – sk. B              | 2. úroveň | 1. místo  |                                                              | Postup       |
| 1963/64                      | 1. liga                      | 1. úroveň | 11. místo |                                                              | sk. o udr.   |
| 1964/65                      | 1. liga                      | 1. úroveň | 7. místo  |                                                              | Kvalifikace  |
| 1965/66                      | 1. liga                      | 1. úroveň | 8. místo  |                                                              |              |
| 1966/67                      | 1. liga                      | 1. úroveň | 8. místo  |                                                              |              |
| 1967/68                      | 1. liga                      | 1. úroveň | 6. místo  |                                                              |              |
| 1968/69                      | 1. liga                      | 1. úroveň | 9. místo  |                                                              |              |
| 1969/70                      | 1. liga                      | 1. úroveň | 10. místo |                                                              | Sestup       |
| 1970/71                      | 1. ČNHL – sk. B              | 2. úroveň | 1. místo  |                                                              | Kvalifikace  |
| 1971/72                      | 1. liga                      | 1. úroveň | 10. místo |                                                              | Sestup       |
| 1972/73                      | 1. ČNHL – sk. B              | 2. úroveň | 2. místo  |                                                              | Reorganizace |
| 1973/74                      | 1. ČNHL                      | 2. úroveň | 1. místo  |                                                              | Kvalifikace  |
| 1974/75                      | 1. liga                      | 1. úroveň | 12. místo |                                                              | Sestup       |
| 1975/76                      | 1. ČNHL                      | 2. úroveň | 1. místo  |                                                              | Kvalifikace  |
| 1976/77                      | 1. liga                      | 1. úroveň | 12. místo |                                                              | Sestup       |
| 1977/78                      | 1. ČNHL                      | 2. úroveň | 1. místo  |                                                              | Kvalifikace  |
| 1978/79                      | 1. liga                      | 1. úroveň | 12. místo |                                                              | Sestup       |
| 1979/80                      | 1. ČNHL – sk. B              | 2. úroveň | 1. místo  | Vítěz                                                        | Kvalifikace  |
| 1980/81                      | 1. liga                      | 1. úroveň | 10. místo |                                                              |              |
| 1981/82                      | 1. liga                      | 1. úroveň | 9. místo  |                                                              |              |
| 1982/83                      | 1. liga                      | 1. úroveň | 7. místo  |                                                              |              |
| 1983/84                      | 1. liga                      | 1. úroveň | 11. místo |                                                              |              |
| 1984/85                      | 1. liga                      | 1. úroveň | 3. místo  |                                                              |              |
| 1985/86                      | 1. liga                      | 1. úroveň | 6. místo  | Čtvrtfinále (prohra 0:3 na zápasy s ASD Jihlava)             |              |
| 1986/87                      | 1. liga                      | 1. úroveň | 8. místo  | Čtvrtfinále (prohra 0:2 na zápasy s Tesla Pardubice)         |              |
| 1987/88                      | 1. liga                      | 1. úroveň | 10. místo | Ne                                                           | sk. o udr.   |
| 1988/89                      | 1. liga                      | 1. úroveň | 10. místo | Ne                                                           | sk. o udr.   |
| 1989/90                      | 1. liga                      | 1. úroveň | 6. místo  | Čtvrtfinále (prohra 0:2 na zápasy s HK Dukla Trenčín)        |              |
| 1990/91                      | 1. liga                      | 1. úroveň | 7. místo  | Ne                                                           | Reorganizace |
| 1991/92                      | 1. liga – sk. Východ         | 1. úroveň | 4. místo  | Osmifinále (prohra 1:3 na zápasy s HC Sparta Praha)          | Reorganizace |
| 1992/93                      | 1. liga                      | 1. úroveň | 8. místo  | Čtvrtfinále (prohra 1:3 na zápasy s HC Sparta Praha)         | Reorganizace |
| Česko (1993 – )              |                              |           |           |                                                              |              |
| Sezóny                       | Soutěž                       | Úroveň    | ZČ        | Play-off, nadstavba, sk. o udržení...                        | Poznámky     |
| 1993/94                      | Extraliga                    | 1. úroveň | 4. místo  | Čtvrtfinále (prohra 0:3 na zápasy s HC Sparta Praha)         |              |
| 1994/95                      | Extraliga                    | 1. úroveň | 4. místo  | Finále (prohra 1:3 na zápasy s HC Dadák Vsetín)              |              |
| 1995/96                      | Extraliga                    | 1. úroveň | 5. místo  | Čtvrtfinále (prohra 0:4 na zápasy s HC Chemopetrol Litvínov) |              |
| 1996/97                      | Extraliga                    | 1. úroveň | 10. místo | Ne                                                           |              |
| 1997/98                      | Extraliga                    | 1. úroveň | 11. místo | Ne                                                           |              |
| 1998/99                      | Extraliga                    | 1. úroveň | 2. místo  | Finále (prohra 0:3 na zápasy s HC Slovnaft Vsetín)           |              |
| 1999/00                      | Extraliga                    | 1. úroveň | 2. místo  | Čtvrtfinále (prohra 1:3 na zápasy s HC Chemopetrol Litvínov) |              |
| 2000/01                      | Extraliga                    | 1. úroveň | 8. místo  | Čtvrtfinále (prohra 2:4 na zápasy s HC Slovnaft Vsetín)      |              |
| 2001/02                      | Extraliga                    | 1. úroveň | 1. místo  | Semifinále (prohra 1:3 na zápasy s HC Vítkovice)             |              |
| 2002/03                      | Extraliga                    | 1. úroveň | 13. místo | Ne                                                           |              |
| 2003/04                      | Extraliga                    | 1. úroveň | 2. místo  | Finále (výhra 4:1 na zápasy s HC Slavia Praha)               |              |
| 2004/05                      | Extraliga                    | 1. úroveň | 1. místo  | Finále (prohra 0:4 na zápasy s HC Moeller Pardubice)         |              |
| 2005/06                      | Extraliga                    | 1. úroveň | 3. místo  | Čtvrtfinále (prohra 2:4 na zápasy s HC Sparta Praha)         |              |
| 2006/07                      | Extraliga                    | 1. úroveň | 5. místo  | Čtvrtfinále (prohra 1:4 na zápasy s HC Sparta Praha)         |              |
| 2007/08                      | Extraliga                    | 1. úroveň | 13. místo | Ne                                                           | sk. o udr.   |
| 2008/09                      | Extraliga                    | 1. úroveň | 5. místo  | Čtvrtfinále (prohra 1:4 na zápasy s HC Sparta Praha)         |              |
| 2009/10                      | Extraliga                    | 1. úroveň | 2. místo  | Čtvrtfinále (prohra 2:4 na zápasy s HC Slavia Praha)         |              |
| 2010/11                      | Extraliga                    | 1. úroveň | 4. místo  | Čtvrtfinále (prohra 0:4 na zápasy s HC Eaton Pardubice)      |              |
| 2011/12                      | Extraliga                    | 1. úroveň | 7. místo  | Čtvrtfinále (prohra 3:4 na zápasy s HC Plzeň 1929)           |              |
| 2012/13                      | Extraliga                    | 1. úroveň | 1. místo  | Finále (prohra 3:4 na zápasy s HC Škoda Plzeň)               |              |
| 2013/14                      | Extraliga                    | 1. úroveň | 4. místo  | Finále (výhra 4:1 na zápasy s HC Kometa Brno)                |              |
| 2014/15                      | Extraliga                    | 1. úroveň | 6. místo  | Čtvrtfinále (prohra 3:4 na zápasy s HC Kometa Brno)          |              |
| 2015/16                      | Extraliga                    | 1. úroveň | 7. místo  | Čtvrtfinále (prohra 1:4 na zápasy s HC Sparta Praha)         |              |
| 2016/17                      | Extraliga                    | 1. úroveň | 11. místo | Ne                                                           | sk. o udr.   |
| 2017/18                      | Extraliga                    | 1. úroveň | 9. místo  | Předkolo (prohra 1:3 na zápasy s HC Olomouc)                 |              |
| 2018/19                      | Extraliga                    | 1. úroveň | 9. místo  | Předkolo (prohra 2:3 na zápasy s BK Mladá Boleslav)          |              |
| 2019/20                      | Extraliga                    | 1. úroveň | 10. místo | play-off zrušeno kvůli pandemii covidu-19                    |              |
| 2020/21                      | Extraliga                    | 1. úroveň | 13. místo | Ne                                                           |              |
| 2021/22                      | Extraliga                    | 1. úroveň | 15. místo | Ne                                                           | Sestup       |
| 2022/23                      | 1. liga                      | 2. úroveň | 6. místo  | Finále (výhra 4:2 na zápasy s VHK ROBE Vsetín)               | Baráž        |
| 2023/24                      | 1. liga                      | 2. úroveň | 6. místo  | Finále (prohra 1:4 na zápasy s VHK ROBE Vsetín)              |              |
| 2024/25                      | 1. liga                      | 2. úroveň | 2. místo  | Finále (prohra 2:4 na zápasy s HC Dukla Jihlava)             |              |

## Přehled kapitánů a trenérů v jednotlivých sezónách
| Sezóna    | Soutěž          | Statistiky | Kapitán           | Trenéři |
| --------- | --------------- | ---------- | ----------------- | --- |
| 1959/1960 | 2. liga – sk. B | Statistiky |                   | Vítězslav Nováček |
| 1960/1961 | 1.Liga          | Statistiky |                   | Vítězslav Nováček |
| 1961/1962 | 2. liga – sk. B | Statistiky |                   | Vladimír Kobera |
| 1962/1963 | 2. liga – sk. B | Statistiky |                   | Vladimír Kobera |
| 1963/1964 | 1.Liga          | Statistiky |                   | Vladimír Kobera, Václav Pantůček, Jiří Matějů                                                                                   |
| 1964/1965 | 1.Liga          | Statistiky |                   | Jiří Matějů, od října Slavomír Bartoň                                                                                           |
| 1965/1966 | 1.Liga          | Statistiky |                   | Vladimír Kobranov |
| 1966/1967 | 1.Liga          | Statistiky |                   | Vladimír Kobranov |
| 1967/1968 | 1.Liga          | Statistiky |                   | Vladimír Kobranov a Ota Mrlík                                                                                                   |
| 1968/1969 | 1.Liga          | Statistiky |                   | Ota Mrlík a Kamil Svojše |
| 1969/1970 | 1.Liga          | Statistiky |                   | Ota Mrlík a Bohumil Kožela |
| 1970/1971 | 1. ČNHL – sk. B | Statistiky |                   | Vlastimil Sýkora |
| 1971/1972 | 1.Liga          | Statistiky |                   | Vlastimil Sýkora |
| 1972/1973 | 1. ČNHL – sk. B | Statistiky |                   | Jaroslav Stuchlík a Bohumil Kožela                                                                                              |
| 1973/1974 | 1. ČNHL         | Statistiky |                   | Zdeněk Kepák a Jaroslav Stuchlík                                                                                                |
| 1974/1975 | 1.Liga          | Statistiky |                   | Zdeněk Kepák a Jaroslav Stuchlík                                                                                                |
| 1975/1976 | 1. ČNHL         | Statistiky |                   | Jaroslav Stuchlík a Horst Valášek                                                                                               |
| 1976/1977 | 1.Liga          | Statistiky |                   | Jaroslav Stuchlík a Horst Valášek; později Bohumil Kožela a Karel Heim                                                          |
| 1977/1978 | 1.CNHL          | Statistiky |                   | Bohumil Kožela a Ladislav Maršík                                                                                                |
| 1978/1979 | 1.Liga          | Statistiky | Jiří Vodák        | Karel Mach a Ladislav Maršík |
| 1979/1980 | 1.CNHL          | Statistiky | Jiří Vodák        | Karel Mach a Ladislav Maršík; později Bohumil Kožela a Ladislav Maršík                                                          |
| 1980/1981 | 1.Liga          | Statistiky | Jiří Vodák        | Jaroslav Volf, Ladislav Maršík a Horst Valášek                                                                                  |
| 1981/1982 | 1.Liga          | Statistiky | Jiří Vodák        | Jaroslav Volf, Ladislav Maršík a Horst Valášek                                                                                  |
| 1982/1983 | 1.Liga          | Statistiky | Miloslav Sedlák   | Zdeněk Haber, Ladislav Maršík a Horst Valášek                                                                                   |
| 1983/1984 | 1.Liga          | Statistiky | Miloslav Sedlák   | Zdeněk Haber, Bohumil Kožela a Ota Mrlík; později Bohumil Kožela a Ladislav Maršík                                              |
| 1984/1985 | 1.Liga          | Statistiky | Miloslav Sedlák   | Zdeněk Uher, Ladislav Maršík a Ota Mrlík                                                                                        |
| 1985/1986 | 1.Liga          | Statistiky | Miloslav Sedlák   | Zdeněk Uher a Ladislav Maršík                                                                                                   |
| 1986/1987 | 1.Liga          | Statistiky | Miloslav Sedlák   | Zdeněk Uher a Ladislav Maršík                                                                                                   |
| 1987/1988 | 1.Liga          | Statistiky | Zdeněk Venera     | Zdeněk Uher a Ladislav Maršík; později Bohumil Kožela a Ladislav Maršík; později Ladislav Maršík a Jaroslav Stuchlík            |
| 1988/1989 | 1.Liga          | Statistiky |                   | Ladislav Maršík, Bohumil Kožela a Jaroslav Stuchlík                                                                             |
| 1989/1990 | 1.Liga          | Statistiky |                   | Eduard Novák a Stanislav Přikryl                                                                                                |
| 1990/1991 | 1.Liga          | Statistiky |                   | Eduard Novák a Stanislav Přikryl                                                                                                |
| 1991/1992 | 1.Liga          | Statistiky |                   | Stanislav Přikryl a Miloš Říha                                                                                                  |
| 1992/1993 | 1.Liga          | Statistiky |                   | Josef Augusta a Miloš Říha |
| 1993/1994 | Extraliga       | Statistiky | Josef Štraub      | Josef Augusta a Miloš Říha; později Miloš Říha a Josef Kožela                                                                   |
| 1994/1995 | Extraliga       | Statistiky | Josef Štraub      | Vladimír Vůjtek starší, Zdeněk Čech                                                                                             |
| 1995/1996 | Extraliga       | Statistiky | Josef Štraub      | Vladimír Vůjtek starší, Zdeněk Čech                                                                                             |
| 1996/1997 | Extraliga       | Statistiky | Josef Štraub      | Horst Valášek a Jiří Vodák; později Eduard Novák a Jiří Vodák                                                                   |
| 1997/1998 | Extraliga       | Statistiky | Aleš Polcar       | Eduard Novák a Zdeněk Čech; později Zdeněk Venera a Zdeněk Čech                                                                 |
| 1998/1999 | Extraliga       | Statistiky | Miroslav Okál     | Zdeněk Venera, Antonín Stavjaňa                                                                                                 |
| 1999/2000 | Extraliga       | Statistiky | Miroslav Okál     | Antonín Stavjaňa a Stanislav Přikryl                                                                                            |
| 2000/2001 | Extraliga       | Statistiky | Miroslav Okál     | Antonín Stavjaňa a Zdeněk Venera                                                                                                |
| 2001/2002 | Extraliga       | Statistiky | Miroslav Okál     | Zdeněk Venera a Stanislav Přikryl                                                                                               |
| 2002/2003 | Extraliga       | Statistiky | Miroslav Okál     | Antonín Stavjaňa a Stanislav Přikryl; později Zdeněk Venera, Jaroslav Stuchlík a Horst Valášek                                  |
| 2003/2004 | Extraliga       | Statistiky | Miroslav Okál     | Ernest Bokroš a Jaroslav Stuchlík                                                                                               |
| 2004/2005 | Extraliga       | Statistiky | Miroslav Okál     | Ernest Bokroš a Jaroslav Stuchlík                                                                                               |
| 2005/2006 | Extraliga       | Statistiky | Miroslav Okál     | Ernest Bokroš a Jaroslav Stuchlík                                                                                               |
| 2006/2007 | Extraliga       | Statistiky | Miroslav Okál     | Ernest Bokroš a Jaroslav Stuchlík                                                                                               |
| 2007/2008 | Extraliga       | Statistiky | Miroslav Okál     | Ernest Bokroš a Jaroslav Stuchlík; později Rostislav Vlach a Jaroslav Stuchlík                                                  |
| 2008/2009 | Extraliga       | Statistiky | Jaroslav Balaštík | Zdeněk Venera a Rostislav Vlach                                                                                                 |
| 2009/2010 | Extraliga       | Statistiky | Jaroslav Balaštík | Zdeněk Venera a Rostislav Vlach                                                                                                 |
| 2010/2011 | Extraliga       | Statistiky | Jaroslav Balaštík | Zdeněk Venera a Rostislav Vlach                                                                                                 |
| 2011/2012 | Extraliga       | Statistiky | Petr Čajánek      | Rostislav Vlach, Josef Turek a Richard Hrazdira                                                                                 |
| 2012/2013 | Extraliga       | Statistiky | Petr Čajánek      | Rostislav Vlach, Juraj Jurík a Richard Hrazdira                                                                                 |
| 2013/2014 | Extraliga       | Statistiky | Petr Čajánek      | Rostislav Vlach, Juraj Jurík a Richard Hrazdira                                                                                 |
| 2014/2015 | Extraliga       | Statistiky | Petr Čajánek      | Rostislav Vlach, Juraj Jurík a Richard Hrazdira                                                                                 |
| 2015/2016 | Extraliga       | Statistiky | Ondřej Veselý     | Rostislav Vlach, Juraj Jurík a Richard Hrazdira                                                                                 |
| 2016/2017 | Extraliga       | Statistiky | Ondřej Veselý     | Rostislav Vlach, Juraj Jurík a Richard Hrazdira; později Robert Svoboda, Martin Hamrlík a Richard Hrazdira                      |
| 2017/2018 | Extraliga       | Statistiky | Ondřej Veselý     | Robert Svoboda, Martin Hamrlík a Richard Hrazdira                                                                               |
| 2018/2019 | Extraliga       | Statistiky | Tomáš Žižka       | Robert Svoboda, Martin Hamrlík, Jiří Šolc a Richard Hrazdira                                                                    |
| 2019/2020 | Extraliga       | Statistiky | Tomáš Žižka       | Antonín Stavjaňa, Martin Hamrlík a Richard Hrazdira; později Robert Svoboda, Martin Hamrlík a Richard Hrazdira                  |
| 2020/2021 | Extraliga       | Statistiky | Tomáš Žižka       | Robert Svoboda, Martin Hamrlík a Richard Hrazdira                                                                               |
| 2021/2022 | Extraliga       | Statistiky | Tomáš Fořt        | Robert Svoboda, Martin Hamrlík a Richard Hrazdira; později Luboš Jenáček, Martin Hamrlík, Luboš Rob a Richard Hrazdira          |
| 2022/2023 | 1. liga         | Statistiky | Pavel Kubiš       | Rostislav Vlach, Juraj Jurík, Oldřich Horák a Luboš Horčička; později Miloš Říha, Oldřich Horák, Zdeněk Sedlák a Luboš Horčička |
| 2023/2024 | 1. liga         | Statistiky | Bedřich Köhler    | Miloš Říha, Oldřich Horák a Luboš Horčička; později Jan Srdínko, Zdeněk Sedlák a Luboš Horčička                                 |
| 2024/2025 | 1. liga         | Statistiky | Pavel Sedláček    | Ján Pardavý, Richard Kapuš a Luboš Horčička                                                                                     |

## Celkový přehled výsledků v nejvyšší soutěži
- Stav po sezoně 2013/14.

| Soutěž                       | Sezon | Fáze sezony                | Zápasy | Výhry | Vp  | Remízy | Pp | Prohry | VB   | OB   | Bilance |
| ---------------------------- | ----- | -------------------------- | ------ | ----- | --- | ------ | -- | ------ | ---- | ---- | ------- |
| Československá hokejová liga | 25    | Základní část              | 974    | 310   | 5   | 129    | 6  | 524    | 3015 | 3899 | -884    |
| Československá hokejová liga | 25    | Baráž/o umístění/o udržení | 30     | 17    | 2   | 4      | 0  | 7      | 133  | 97   | +36     |
| Československá hokejová liga | 25    | Play-off                   | 32     | 9     | 2   | 0      | 3  | 18     | 107  | 140  | -33     |
| Československá hokejová liga | 25    | Celkem                     | 1036   | 336   | 9   | 133    | 9  | 549    | 3255 | 4136 | -881    |
| Extraliga ledního hokeje     | 21    | Základní část              | 1064   | 469   | 76  | 91     | 67 | 361    | 3170 | 2927 | +243    |
| Extraliga ledního hokeje     | 21    | O udržení                  | 12     | 4     | 0   | 0      | 1  | 7      | 34   | 43   | -9      |
| Extraliga ledního hokeje     | 21    | Play-off                   | 163    | 61    | 19  | 0      | 16 | 67     | 440  | 431  | +9      |
| Extraliga ledního hokeje     | 21    | Celkem                     | 1239   | 534   | 95  | 91     | 84 | 435    | 3644 | 3401 | +243    |
| Celkem                       | 46    | Základní část              | 2038   | 779   | 81  | 220    | 73 | 885    | 6185 | 6826 | -641    |
| Celkem                       | 46    | Baráž/o umístění/o udržení | 42     | 21    | 2   | 4      | 1  | 14     | 167  | 140  | +27     |
| Celkem                       | 46    | Play-off                   | 195    | 70    | 21  | 0      | 19 | 85     | 547  | 571  | -24     |
| Celkem                       | 46    | Celkem                     | 2275   | 870   | 104 | 224    | 93 | 984    | 6899 | 7537 | -638    |

### Bilance s jednotlivými soupeři v nejvyšší soutěži
- Stav po sezoně 2013/14.

| Soupeř            | Zápasy | Výhry | Vp | Remízy | Pp | Prohry | VB  | OB  | Bilance | První zápas | Poslední zápas |
| ----------------- | ------ | ----- | -- | ------ | -- | ------ | --- | --- | ------- | ----------- | -------------- |
| Sparta Praha      | 197    | 60    | 7  | 19     | 11 | 100    | 509 | 689 | -180    | 1960-10-12  | 2014-03-04     |
| Litvínov          | 189    | 77    | 8  | 17     | 6  | 81     | 632 | 639 | -7      | 1960-11-09  | 2014-01-19     |
| Pardubice         | 189    | 71    | 8  | 14     | 6  | 90     | 588 | 693 | -105    | 1960-11-02  | 2014-01-31     |
| Plzeň             | 186    | 77    | 8  | 20     | 8  | 73     | 564 | 545 | +19     | 1960-11-06  | 2014-03-02     |
| Vítkovice         | 178    | 71    | 9  | 13     | 8  | 77     | 551 | 615 | -64     | 1963-11-06  | 2014-02-06     |
| Kladno            | 163    | 62    | 5  | 13     | 10 | 73     | 543 | 590 | -47     | 1960-10-16  | 2014-01-24     |
| České Budějovice  | 142    | 54    | 9  | 27     | 5  | 47     | 426 | 433 | -7      | 1960-10-30  | 2013-02-22     |
| Jihlava           | 124    | 34    | 2  | 10     | 0  | 78     | 295 | 489 | -194    | 1960-11-16  | 2005-02-06     |
| Kometa Brno       | 109    | 41    | 4  | 12     | 1  | 51     | 308 | 402 | -94     | 1960-11-13  | 2014-04-25     |
| Třinec            | 106    | 52    | 9  | 1      | 7  | 37     | 319 | 307 | +12     | 1995-10-06  | 2014-04-12     |
| Slavia Praha      | 91     | 36    | 9  | 11     | 9  | 26     | 265 | 252 | +13     | 1994-10-09  | 2014-02-04     |
| Slovan Bratislava | 91     | 31    | 0  | 13     | 0  | 47     | 285 | 350 | -65     | 1960-10-23  | 1992-12-13     |
| Košice            | 84     | 29    | 0  | 7      | 0  | 48     | 282 | 318 | -36     | 1964-10-04  | 1992-12-04     |
| Karlovy Vary      | 68     | 37    | 8  | 3      | 2  | 18     | 227 | 158 | +69     | 1997-09-07  | 2014-01-28     |
| Vsetín            | 65     | 21    | 2  | 8      | 4  | 30     | 164 | 184 | -20     | 1994-10-11  | 2007-02-20     |
| Trenčín           | 54     | 12    | 1  | 9      | 1  | 31     | 169 | 214 | -45     | 1978-10-24  | 1993-01-12     |
| Liberec           | 48     | 18    | 2  | 3      | 4  | 21     | 129 | 138 | -9      | 2002-10-08  | 2014-03-07     |
| Znojmo            | 47     | 15    | 5  | 4      | 6  | 17     | 126 | 126 | 0       | 1999-09-17  | 2009-01-23     |
| Olomouc           | 26     | 10    | 0  | 9      | 0  | 7      | 75  | 66  | +9      | 1990-09-16  | 1997-02-23     |
| Chomutov          | 22     | 10    | 2  | 3      | 1  | 6      | 90  | 80  | +10     | 1960-10-19  | 2014-02-25     |
| Havířov           | 16     | 9     | 1  | 2      | 1  | 3      | 66  | 34  | +32     | 1999-09-12  | 2003-01-24     |
| Mladá Boleslav    | 16     | 8     | 2  | 0      | 1  | 5      | 43  | 43  | 0       | 2008-10-06  | 2012-01-20     |
| Hradec Králové    | 14     | 5     | 3  | 0      | 1  | 5      | 39  | 38  | +1      | 1993-10-01  | 2014-03-28     |
| Opava             | 13     | 10    | 0  | 2      | 0  | 1      | 62  | 29  | +33     | 1965-03-06  | 1999-02-07     |
| Ústí nad Labem    | 8      | 4     | 0  | 0      | 1  | 3      | 24  | 21  | +3      | 2007-10-12  | 2008-03-22     |
| Litoměřice        | 6      | 4     | 0  | 0      | 0  | 2      | 30  | 16  | +14     | 1963-10-16  | 1965-03-17     |
| Poprad            | 6      | 3     | 0  | 1      | 0  | 2      | 21  | 17  | +4      | 1991-10-13  | 1992-11-27     |
| Zbrojovka Brno    | 4      | 1     | 0  | 0      | 0  | 3      | 8   | 16  | -8      | 1960-10-26  | 1961-02-11     |
| I. ČLTK Praha     | 4      | 3     | 0  | 0      | 0  | 1      | 24  | 12  | +12     | 1964-10-28  | 1965-02-03     |
| Jindřichův Hradec | 4      | 2     | 0  | 2      | 0  | 0      | 14  | 8   | +6      | 1993-10-05  | 1994-03-04     |
| Nitra             | 4      | 2     | 0  | 1      | 0  | 1      | 17  | 14  | +3      | 1990-09-11  | 1991-01-27     |
| Žilina            | 1      | 1     | 0  | 0      | 0  | 0      | 4   | 1   | +3      | 1965-03-09  | 1965-03-09     |

      klub se účastní sezony 2014/15.

### Statistické zajímavosti
| Zajímavost                 | Počet | Kolo | Den        | Domácí           | Hosté                  | Skóre | Třetiny       |
| -------------------------- | ----- | ---- | ---------- | ---------------- | ---------------------- | ----- | ------------- |
| Nejvíce branek v utkání    | 17    | 41.  | 29.1.1991  | HK Dukla Trenčín | AC ZPS Zlín            | 10:7  | (4:2,3:1,3:4) |
| Nejvíce vstřelených branek | 12    | 23.  | 17.1.1965  | Gottwaldov       | Spartak Motorlet Praha | 12:3  | (2:2,7:0,3:1) |
| Nejvíce vstřelených branek | 12    | 35.  | 28.1.1983  | Gottwaldov       | Vítkovice              | 12:4  | (6:1,4:3,2:0) |
| Nejvíce vstřelených branek | 12    | 22.  | 6.12.1985  | Gottwaldov       | VSŽ Košice             | 12:0  | (1:0,6:0,5:0) |
| Nejvíce vstřelených branek | 12    | 5.   | 20.9.1990  | AC ZPS Zlín      | HC Tesla Pardubice     | 12:2  | (5:0,4:1,3:1) |
| Nejvyšší vítězství         | +12   | 22.  | 6.12.1985  | Gottwaldov       | VSŽ Košice             | 12:0  | (1:0,6:0,5:0) |
| Nejvíce obdržených branek  | 16    | 14.  | 17.11.1963 | ZKL Brno         | Gottwaldov             | 16:1  | (6:0,3:1,7:0) |
| Nejvyšší porážka           | -15   | 14.  | 17.11.1963 | ZKL Brno         | Gottwaldov             | 16:1  | (6:0,3:1,7:0) |
| Nejvyšší remíza            | 7     | 26.  | 13.2.1964  | VTŽ Chomutov     | Gottwaldov             | 7:7   | (0:3,4:2,3:2) |

## Nejlepší hráči podle sezon
| 1993/1994 |
| 1994/1995 |
| 1995/1996 |
| 1996/1997 |
| 1997/1998 |
| 1998/1999 |
| 1999/2000 |
| 2000/2001 |
| 2001/2002 |
| 2002/2003 |
| 2003/2004 |
| 2004/2005 |
| 2005/2006 |
| 2006/2007 |
| 2007/2008 |
| 2008/2009 |
| 2009/2010 |
| 2010/2011 |
| 2011/2012 |
| 2012/2013 |
| 2013/2014 |
| 2014/2015 |
| 2015/2016 |
| 2016/2017 |
| 2017/2018 |
| 2018/2019 |
| 2019/2020 |
| 2020/2021 |
| 2021/2022 |
| 2022/2023 |
| 2023/2024 |
| 2024/2025 |

| Petr Kaňkovský                            | 28 |
| Pavel Janků                               | 28 |
| Josef Štraub                              | 14 |
| Pavel Janků                               | 27 |
| Petr Čajánek                              | 19 |
| Roman Meluzín                             | 22 |
| Miroslav Okál                             | 26 |
| Miroslav Okál                             | 18 |
| Petr Leška                                | 28 |
| Jaroslav Balaštík                         | 14 |
| Jaroslav Balaštík                         | 29 |
| Jaroslav Balaštík                         | 30 |
| Richard Král                              | 16 |
| Petr Leška                                | 20 |
| Jaroslav Balaštík                         | 29 |
| Jaroslav Balaštík                         | 20 |
| Jaroslav Balaštík                         | 21 |
| Jaroslav Balaštík                         | 22 |
| Bedřich Köhler                            | 17 |
| Jaroslav Balaštík                         | 26 |
| Jaroslav Balaštík                         | 20 |
| Petr Holík                                | 13 |
| Roberts Bukarts                           | 19 |
| Roberts Bukarts                           | 19 |
| Roberts Bukarts                           | 21 |
| Tomáš Fořt                                | 17 |
| Jan Dufek                                 | 15 |
| Lukáš Vopelka                             | 11 |
| Pavel Kubiš                               | 13 |
| Petr Mrázek                               | 15 |
| Jan Süss                                  | 15 |
| Lukáš Válek, Jaromír Kverka, Jesse Paukku | 15 |

| Josef Štraub         | 23 |
| Josef Štraub         | 26 |
| David Bruk           | 17 |
| Aleš Zima            | 34 |
| Petr Čajánek         | 27 |
| Josef Štraub         | 35 |
| Petr Čajánek         | 34 |
| Petr Čajánek         | 31 |
| Petr Čajánek         | 44 |
| Rostislav Vlach      | 25 |
| Petr Leška           | 43 |
| Petr Leška           | 38 |
| Petr Leška           | 20 |
| Petr Leška           | 21 |
| Petr Leška           | 27 |
| Petr Leška           | 30 |
| Petr Leška           | 40 |
| Petr Leška           | 32 |
| Petr Leška           | 27 |
| Ondřej Veselý        | 31 |
| Petr Leška           | 38 |
| Petr Leška           | 25 |
| Petr Holík           | 30 |
| Petr Holík           | 19 |
| Roberts Bukarts      | 28 |
| Jiří Ondráček        | 24 |
| Antonín Honejsek     | 24 |
| Antonín Honejsek     | 22 |
| Antonín Honejsek     | 15 |
| Daniel Gazda         | 18 |
| Aleksi Lauri Salonen | 18 |
| Lukáš Válek          | 30 |

| Josef Štraub                                | 51 |
| Pavel Janků                                 | 50 |
| Josef Štraub                                | 30 |
| Aleš Zima                                   | 55 |
| Petr Čajánek                                | 46 |
| Petr Čajánek                                | 48 |
| Petr Čajánek                                | 57 |
| Petr Čajánek                                | 49 |
| Petr Leška                                  | 68 |
| Rostislav Vlach                             | 36 |
| Petr Leška                                  | 57 |
| Petr Leška                                  | 49 |
| Richard Král                                | 31 |
| Petr Leška                                  | 41 |
| Jaroslav Balaštík                           | 40 |
| Petr Leška                                  | 48 |
| Petr Leška                                  | 54 |
| Petr Leška                                  | 52 |
| Petr Leška                                  | 40 |
| Petr Čajánek                                | 44 |
| Petr Leška                                  | 44 |
| Petr Čajánek                                | 36 |
| Petr Holík                                  | 41 |
| Roberts Bukarts                             | 37 |
| Roberts Bukarts                             | 49 |
| Jiří Ondráček                               | 36 |
| Antonín Honejsek                            | 37 |
| Antonín Honejsek                            | 29 |
| Pavel Kubiš, Daniel Gazda, Antonín Honejsek | 21 |
| Antonín Honejsek                            | 28 |
| Martin Novák                                | 27 |
| Lukáš Válek                                 | 45 |

| Josef Štraub         | 117 |
| Josef Štraub         | 113 |
| Josef Štraub         | 111 |
| Radim Tesařík        | 101 |
| Petr Čajánek         | 117 |
| Josef Štraub         | 147 |
| Josef Štraub         | 82  |
| Petr Čajánek         | 105 |
| Marek Posmyk         | 147 |
| Miroslav Okál        | 72  |
| Petr Macholda        | 88  |
| Martin Erat          | 129 |
| Marek Melenovský     | 86  |
| Jan Horáček          | 126 |
| Tomáš Klouček        | 142 |
| Pavel Kubiš          | 76  |
| Jan Švrček           | 91  |
| Jan Švrček           | 93  |
| Petr Čajánek         | 96  |
| Tomáš Linhart        | 93  |
| Pavel Kubiš          | 84  |
| Petr Čajánek         | 112 |
| Pavel Kubiš          | 76  |
| Oldrich Kotvan       | 62  |
| Zdeněk Okál          | 63  |
| Zdeněk Okál          | 51  |
| Bedřich Köhler       | 65  |
| Jakub Ferenc         | 56  |
| Pavel Kubiš          | 82  |
| Pavel Kubiš          | 53  |
| Aleksi Lauri Salonen | 69  |
| Aleksi Lauri Salonen | 57  |

## Účast v mezinárodních pohárech
Zdroj: 
Legenda: SP – Spenglerův pohár, EHP – Evropský hokejový pohár, EHL – Evropská hokejová liga, SSix – Super six, IIHFSup – IIHF Superpohár, VC – Victoria Cup, HLMI – Hokejová liga mistrů IIHF, ET – European Trophy, HLM – Hokejová liga mistrů, KP – Kontinentální pohár
- SSix 2005 – Základní skupina A (2. místo)
- HLM 2014/2015 – Základní skupina D (2. místo)

## Mistrovská sestava
| Titul | Sezóna    | Hráči |
| ----- | --------- | --- |
| 1.    | 2003/2004 | Brankáři: Igor Murín • Martin Altrichter Obránci: Martin Hamrlík • Miroslav Blaťák • Jan Dlouhý • Petr Macholda • David Nosek • Radim Tesařík • Lubomír Vosátko • Pavel Zubíček Útočníci: Peter Barinka • Miroslav Okál • Martin Čech • Petr Leška • Jaroslav Balaštík • Miroslav Hlinka • Martin Jenáček • Tomáš Kapusta • Tomáš Karný • Petr Mokrejš • Ondřej Veselý • Erik Weissmann • Rostislav Vlach • Martin Záhorovský Trenéři: Ernest Bokroš • Jaroslav Stuchlík                                                            |
| 2.    | 2013/2014 | Brankáři: Libor Kašík • Luboš Horčička • Tomáš Štůrala Obránci: Oldřich Horák • Oldřich Kotvan • Jiří Marušák • Martin Matějiček • Dalibor Řezníček • Radim Tesařík • Tomáš Valenta • Patrik Urbanec • Petr Zámorský Útočníci: Jaroslav Balaštík • Petr Čajánek • Filip Čech • Lukáš Finsterle • Tomáš Fořt • Petr Holík • Antonín Honejsek • Bedřich Köhler • Pavel Kubiš • Petr Leška • Ondřej Veselý • Marek Melenovský • Zdeněk Okál • Jiří Ondráček • Pavel Sedláček Trenéři: Rostislav Vlach • Juraj Jurík • Richard Hrazdira |

## Individuální trofeje
| Počet                                          | Hráč              | Roky                                          |
| ---------------------------------------------- | ----------------- | --------------------------------------------- |
| Vítěz kanadského bodování                      |                   |                                               |
| 1                                              | Petr Leška        | 2001/2002                                     |
| Nejlepší střelec ligy                          |                   |                                               |
| 1                                              | Petr Kaňkovský    | 1993/1994                                     |
| 1                                              | Pavel Janků       | 1994/1995                                     |
| 3                                              | Jaroslav Balaštík | 2003/2004 • 2004/2005 • 2007/2008             |
| Nejlepší nahrávač                              |                   |                                               |
| 1                                              | Petr Leška        | 1994/1995                                     |
| Nejlepší brankář                               |                   |                                               |
| 1                                              | Igor Murín        | 2003/2004                                     |
| 1                                              | Libor Kašík       | 2013/2014                                     |
| Nejlepší nováček                               |                   |                                               |
| 1                                              | Zdeněk Okál       | 2012/2013                                     |
| 1                                              | Libor Kašík       | 2013/2014                                     |
| Nejproduktivnější obránce                      |                   |                                               |
| 4                                              | Martin Hamrlík    | 1999/2000 • 2003/2004 • 2005/2006 • 2008/2009 |
| Nejlepší obránce                               |                   |                                               |
| 2                                              | Martin Hamrlík    | 1998/1999 • 2003/2004                         |
| 1                                              | Petr Zámorský     | 2013/2014                                     |
| Hokejista sezóny                               |                   |                                               |
|                                                |                   |                                               |
| Nejlepší hráč play off                         |                   |                                               |
| 1                                              | Martin Altrichter | 2003/2004                                     |
| 1                                              | Petr Čajánek      | 2013/2014                                     |
| Nejproduktivnější hráč Tipsport ELH (play off) |                   |                                               |
| 1                                              | Pavel Janků       | 1994/1995                                     |
| 1                                              | Jaroslav Balaštík | 2003/2004                                     |
| 1                                              | Petr Leška        | 2003/2004                                     |
| 1                                              | Petr Čajánek      | 2013/2014                                     |
| Nejlepší trenér                                |                   |                                               |
| 1                                              | Ernest Bokroš     | 2003/2004                                     |
| 2                                              | Rostislav Vlach   | 2012/2013 • 2013/2014                         |